# ولکا بوکوا
ولکا بوکوا (به لاتین: Velká Buková) یک ناحیه در جمهوری چک است که در Rakovník District واقع شده‌است.